# Amtsgericht Wolmirstedt

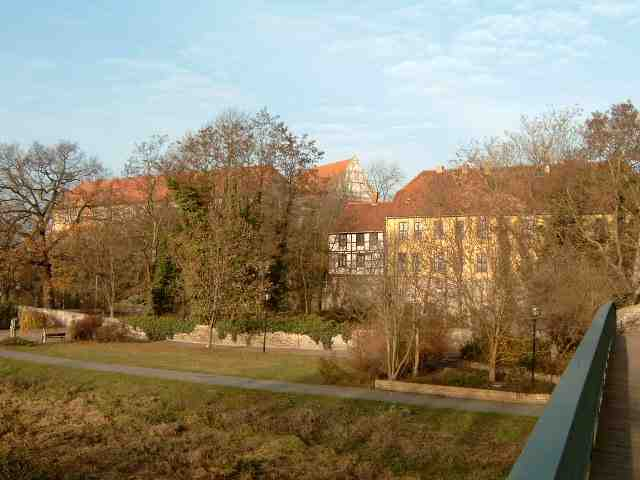
Schloss Wolmirstedt, Südseite (2004)

Das Amtsgericht Wolmirstedt war ein Gericht der ordentlichen Gerichtsbarkeit in Wolmirstedt.

## Geschichte
Von 1849 bis 1879 bestand in Wolmirstedt die Gerichtsdeputation Wolmirstedt des Stadt- und Kreisgerichtes Magdeburg im Sprengel des Appellationsgerichtes Magdeburg. Im Rahmen der Reichsjustizgesetze wurden 1879 reichsweit einheitlich Oberlandes-, Land- und Amtsgerichte gebildet. Das königlich preußische Amtsgericht Wolmirstedt wurde mit Wirkung zum 1. Oktober 1879 als eines von 18 Amtsgerichten im Bezirk des Landgerichtes Magdeburg im Bezirk des Oberlandesgerichtes Naumburg gebildet. Der Sitz des Gerichtes war die Stadt Wolmirstedt. Sein Gerichtsbezirk umfasste den Landkreis Wolmirstedt ohne die Teile, die den Amtsgerichten Magdeburg, Neustadt-Magdeburg und Wanzleben zugeordnet waren. Am Gericht bestanden 1880 zwei Richterstellen. Das Amtsgericht war damit ein mittelgroßes Amtsgericht im Landgerichtsbezirk. Gerichtstage wurden in Dolle gehalten. Es war auch Elbzollgericht.
In der DDR wurden 1952 die Amtsgerichte aufgehoben und einheitlich Kreisgerichte gebildet. Wolmirstedt kam zum Kreis Wolmirstedt, entsprechend entstand das Kreisgericht Wolmirstedt im Bezirk des Bezirksgerichtes Magdeburg. Mit dem Gerichtsorganisationsgesetz von Sachsen-Anhalt wurden das Kreisgericht 1992 aufgehoben und erneut ein Amtsgericht Wolmirstedt gebildet und erneut dem Landgericht Magdeburg zugeordnet. Mit dem Gesetz über die Neugliederung der Amtsgerichte vom 17. Mai 2000 wurde das Amtsgericht Wolmirstedt zum 1. Juni 2000 aufgehoben.

## Gerichtsgebäude
Das Amtsgericht Wolmirstedt hatte seinen Sitz im Schloss Wolmirstedt.